# Charles Tannock

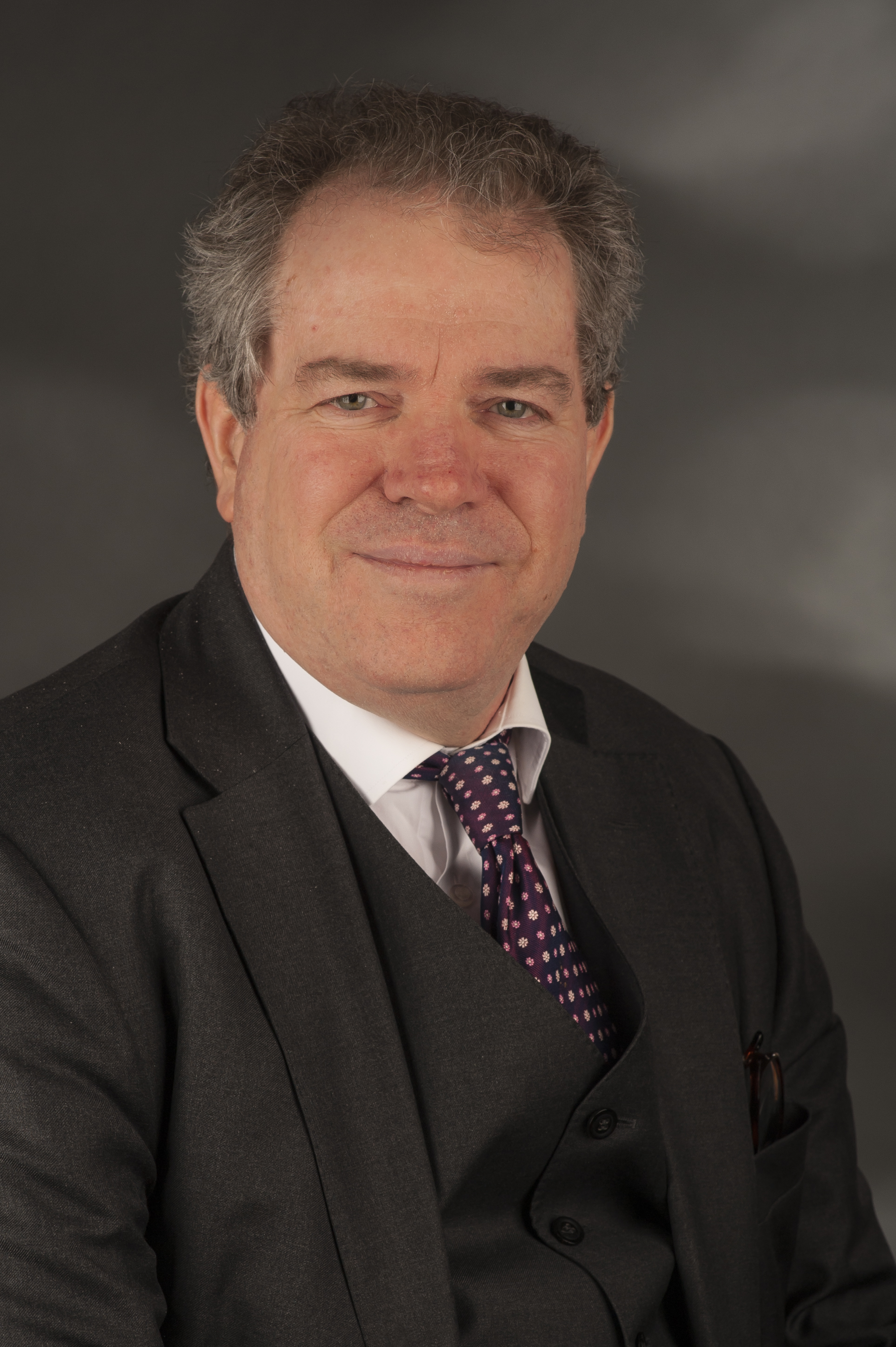
Charles Tannock Straßburg 2014

Charles Tannock (* 25. September 1957 in Aldershot, Hants) ist Arzt. Von 1999 bis 2019 war er Europaabgeordneter für die Conservative Party für London in der Fraktion der Europäischen Volkspartei (Christdemokraten) und europäischer Demokraten (bis 2009) bzw. der Fraktion Europäische Konservative und Reformisten (ab 2009).

## Medizinischer Werdegang
Zwischen 1976 und 1980 studierte Charles Tannock Medizin an der Universität Oxford, Balliol College und schloss mit dem BA (Hons.) ab. An der Universitätsklinik des Krankenhauses Middlesex, Universität London erwarb er 1980 bis 1983 den MB (Bachelor der Medizin) und den BS (Bachelor der Chirurgie). 1983 folgte der MA an der Universität Oxford. 1988 wurde er Mitglied der Königlichen Hochschule für Psychiater und arbeitete 1995 bis 1999 als Chefarzt für Psychiatrie und Ehrendozent an der Universitätsklinik und Medizinische Fakultät, London.
Er veröffentlichte zahlreiche Arbeiten im Bereich der Psychiatrie, u. a. zu Angstzuständen, dem Tourette-Syndrom und dem Syndrom der chronischen Müdigkeit.

## Politik
Von 1998 bis 2000 war Charles Tannock Mitglied des Gemeinderats von Kensington and Chelsea. Seit 1999 ist er Mitglied des Europäischen Parlamentes mit folgenden Aufgaben und Zuständigkeiten: Mitglied im Ausschuss für auswärtige Angelegenheiten, Stellvertreter für den Ausschuss für Wirtschaft und Währung, Stellvertretender Vorsitzender im Unterausschuss Menschenrechte und Stellvertretender Vorsitzender für die Delegation im Parlamentarischen Kooperationsausschuss EU-Ukraine.
In der Periode 2009 bis 2014 ist Tannock Stellvertretender Vorsitzender der Delegation für die Beziehungen zur Parlamentarischen Versammlung der NATO.
Als Mitglied ist er im Ausschuss für auswärtige Angelegenheiten, im Unterausschuss Menschenrechte, in der Delegation im Gemischten Parlamentarischen Ausschuss EU-Chile und in der Delegation in der Parlamentarischen Versammlung Europa-Lateinamerika.
Als Stellvertreter ist Tannock im Unterausschuss für Sicherheit und Verteidigung, in der Delegation im Ausschuss für parlamentarische Kooperation EU-Ukraine und in der Delegation in der Parlamentarischen Versammlung EURO-NEST.

## Auszeichnungen
Charles Tannock wurde 2000 Ehrenbürger der City of London.